# Cyriophthalmus
Cyriophthalmus är ett släkte av skalbaggar. Cyriophthalmus ingår i familjen vivlar.
Kladogram enligt Catalogue of Life:
| Cyriophthalmus | \| \| Cyriophthalmus inquinatus \| \| \| \| |
|                | \| \| Cyriophthalmus inquinatus \| \| \| \| |
|                | Cyriophthalmus inquinatus                   |
|                |                                             |